# Coësmes
Coësmes település Franciaországban, Ille-et-Vilaine megyében. Lakosainak száma 1435 fő (2022. január 1.). Coësmes La Couyère, Martigné-Ferchaud, Retiers, Sainte-Colombe, Le Theil-de-Bretagne és Thourie községekkel határos.

## Népesség
A település népességének változása:
| Lakosok száma | 1191 | 1035 | 1078 | 1311 | 1462 | 1491 | 1474 | 1465 | 1456 | 1435 |
|               | 1968 | 1982 | 1990 | 2006 | 2013 | 2015 | 2017 | 2019 | 2020 | 2022 |